# مارسيلو لارا
مارسيلو لارا (بالإسبانية: Marcello Lara)‏ هو لاعب كرة مضرب مكسيكي، ولد في 5 أكتوبر 1947 في مدينة مكسيكو في المكسيك.

## وصلات خارجية
- مارسيلو لارا على موقع رابطة محترفي التنس (الإنجليزية)
- مارسيلو لارا على موقع الاتحاد الدولي لكرة المضرب (الإنجليزية)
- مارسيلو لارا على موقع كأس ديفيز (الإنجليزية)
- مارسيلو لارا على موقع خلاصة التنس.كوم (الإنجليزية)